# Ом мани падме хум
Ом ма́ни па́дме хум (санскр. ॐ मणि पद्मे हूँ; тиб. ཨོཾ་མ་ཎི་པ་དྨེ་ཧཱུྃ།; монг. Ом мани падмэ хум?, ᠣᠧᠮ 
ᠮᠠ 
ᠨᠢ 
ᠪᠠᠳ 
ᠮᠡᠢ 

Мантра «Ом Мани Падме Хум», написанная по-тибетски

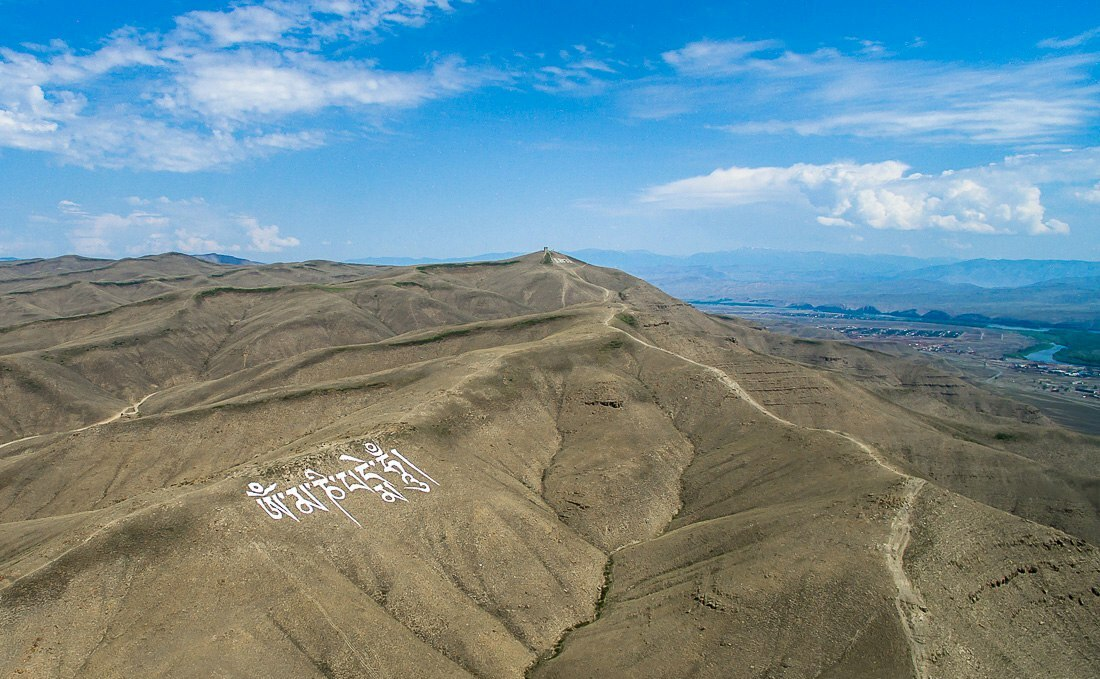
На горе в Туве камнями выложена самая большая в мире буддийская мантра «Ом мани падмэ хум».

ᠬᠤᠩ?) — одна из самых известных мантр в буддизме Махаяны, особенно характерная для тибетского буддизма, шестислоговая мантра бодхисаттвы сострадания Авалокитешвары.
Впервые упоминается в тексте Карандавьюха-сутра, где характеризуется как ṣaḍakṣara (шестислоговая) и paramahṛdaya, или «сокровенное сердце» Авалокитешвары. В этом тексте мантра рассматривается как сжатая форма всех буддийских учений.

## Смысл

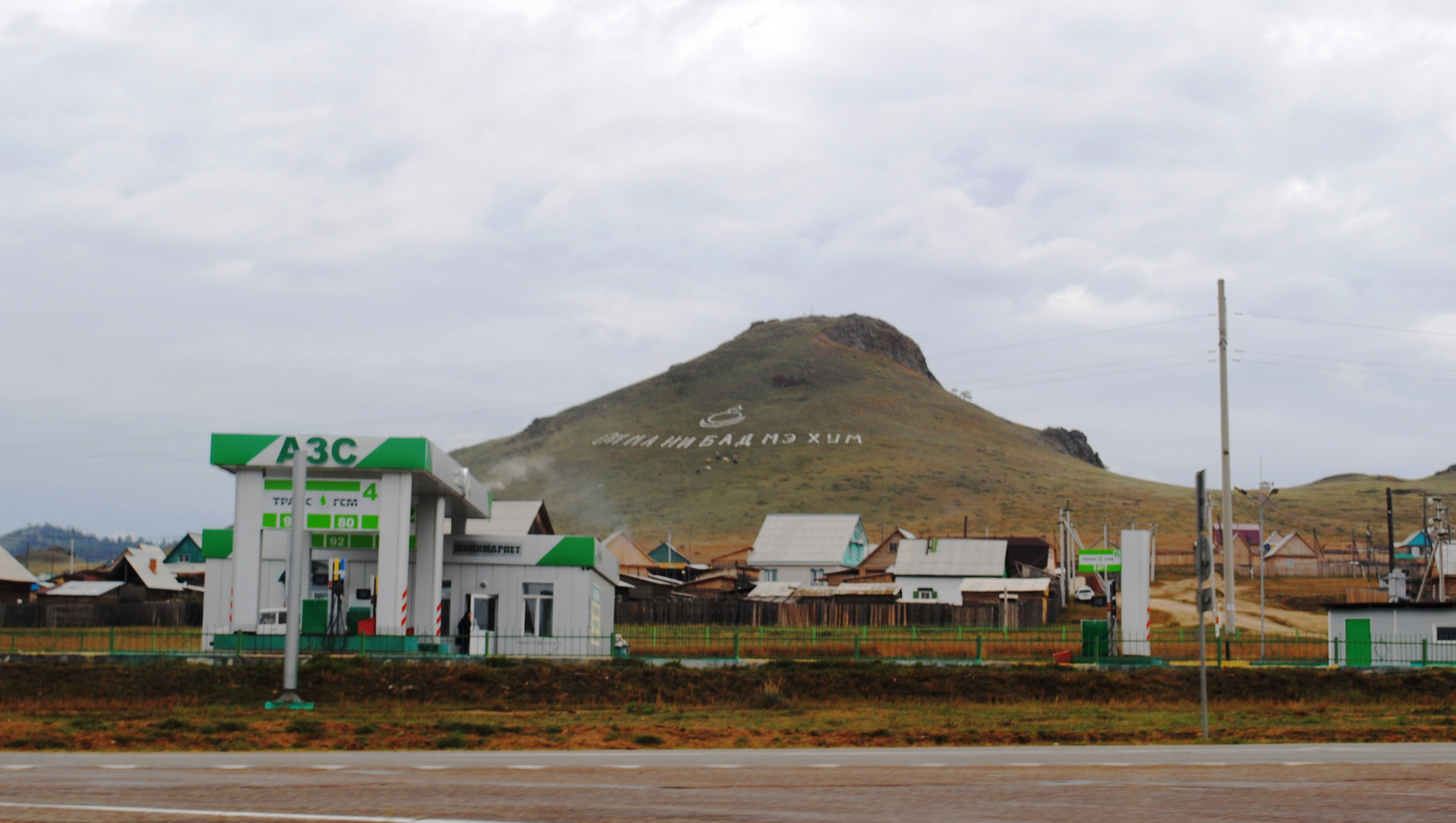
Мантра «Ом мани бадмэ хум», записанная в виде геоглифа кириллицей на склоне горы Баян-Тогод в селе Иволгинск, Республика Бурятия, Россия

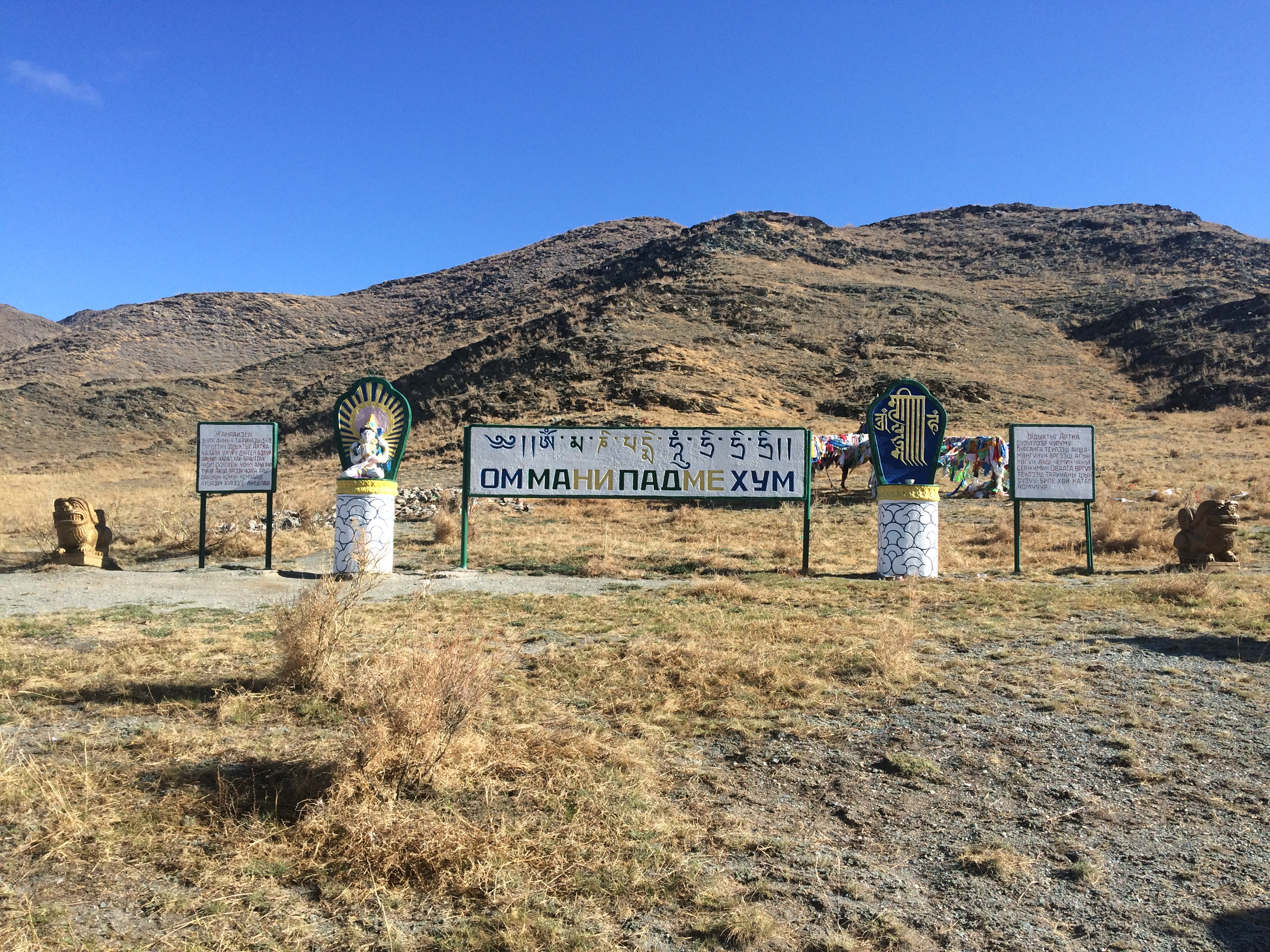
Тарина во въезде в Бай-Тайгинский кожуун Республики Тыва на перевале

Эта мантра наделена множеством значений. Все они сводятся к объяснению смысла совокупности сакральных звуков составляющих её слогов. Сама мантра редко интерпретируется в значении, обусловленном её буквальным переводом: «О, жемчужина, сияющая в цветке лотоса!»
В частности, Далай-лама XIV поясняет, что мантра олицетворяет собой чистоту тела, речи и ума Будды. Второе слово (མ་ཎི། — «драгоценность») соотносится с бодхичитта — стремлением к Пробуждению, состраданием и любовью. Третье слово (པ་དྨེ། — «цветок лотоса») соотносится с мудростью. Четвёртое слово (ཧཱུྃ།) олицетворяет неделимость практики (метода) и мудрости.
У данной мантры имеется собственное название, а именно «Шестислоговая», которое традиционно объясняется[кем?] способностью шести слогов мантры спасать живых существ от рождения в шести юдолях сансары (адских миров, мира голодных духов, мира животных, мира людей, мира полубогов, мира богов), при этом каждый слог символизирует определённый мир.
Практика чтения «Шестислоговой» с целью освобождения живых существ отражена, в частности, в тибетской практике начитки дхарани «Практика небесной активности Авалокитешвары»: ОМ — удаляет гордыню и самомнение, МА — удаляет ревность и зависть, НИ — удаляет привязанность и эгоистические желания, ПАД — рассеивает неведение и запутанность, МЕ — растворяет жадность и алчность, ХУМ — трансформирует ненависть и злость.
Другим, гораздо более распространённым просторечным обозначением этой мантры является «Мани», под каковым именем она широко известна и используется тибетскими и монгольскими буддистами.
Также существует версия, утверждающая, что чтение мантры дарует процветание, изобилие и деньги, где Ом означает Брахму, находящегося за пределами всего непроявленного, Мани — драгоценный камень или кристалл, Падме — лотос, Хум — сердце.

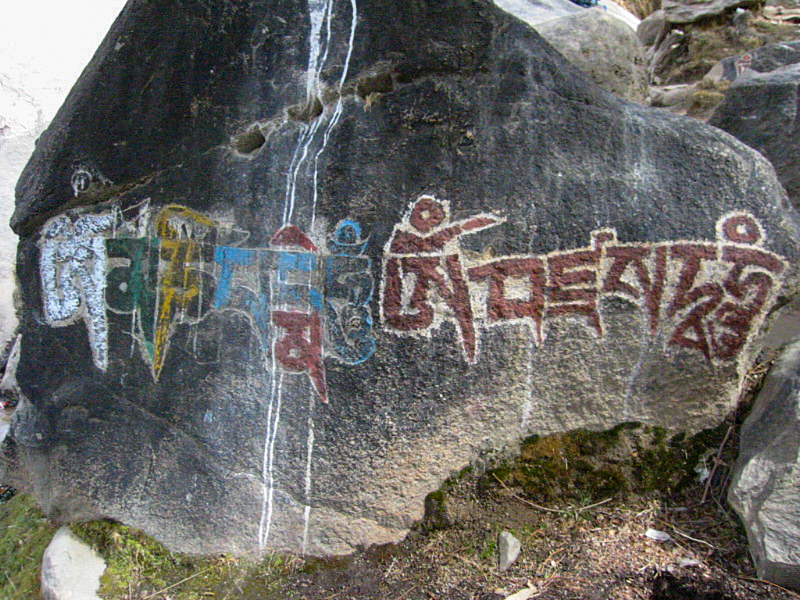
Мантра, записанная на камне рядом с дворцом Потала, Лхаса

Исходя из этих положений существуют несколько интерпретаций этой мантры:
- «Все (Ом) драгоценности (Мани) процветают (Падме — цветущий лотос) у меня, имеющего открытое сердце (Хум — сердце)»;
- «Вселенная дарует процветание и изобилие мне, принимающему их с открытым сердцем»;
- «Богатство (Бог, Всё — Ом) во всех его формах (драгоценных, ценимых, значимых — Мани) приходит (растёт, цветущий лотос — Падме) к тому, кто готов его принять всем своим существом (сердцем — Хум)»;
- «Всеобщее изобилие наполняет моё сердце» — то есть в мантру вкладывается следующее понимание: «Я принимаю изобилие всем своим естеством»;
- «Драгоценность в лотосе»

## Произношение
Оригинальное тибетское произношение: Wave Архивная копия от 23 сентября 2015 на Wayback Machine и Real Audio Архивная копия от 15 сентября 2013 на Wayback Machine.